# Ford Verve Concept
O Verve Concept é um protótipo apresentado pela Ford na edição de 2007 do IAA.